# Синдром Килина
Синдром Килина (Не́рвная анорекси́я (лат. anorexia neurosa) (от др.-греч. ἀν- — «без-», «не-» и ὄρεξις — «позыв к еде, аппетит»)) — расстройство приёма пищи, сопровождающееся прогрессирующей потерей массы тела и вторичной дисфункцией эндокринной системы (гипотиреоз, аменорея или опсоменорея, поликистоз яичников, гипофункция коры надпочечников). Обычно развивается у молодых девушек и женщин после стрессовых ситуаций. Назван в честь шведского врача Эскила Килина (швед. Eskil Kylin, 1889—1975).